# Morte e Vida
Morte e Vida é o sexto álbum de estúdio da banda brasileira Eddie, lançada de forma independente e gratuita na internet no dia 4 de maio de 2015. O trabalho é baseado na obra literária do escritor João Cabral de Melo Neto, Morte e Vida Severina (1955), e traz onze faixas com participações de Karina Buhr, Erasto Vasconcelos, Jam da Silva, entre outros.

## Gravação e produção
O álbum Morte e Vida começou a ser projetado entre março e novembro de 2014, quando o grupo, mais precisamente Fábio Trummer,  começou a se dedicar à composição das faixas, em São Paulo. Esse processo se estendeu até dezembro, quando a banda começou a ensaiar o novo repertório para em janeiro de 2015 entrar no Estúdio Fruta Pão, em Olinda, e iniciar o processo de gravação do álbum. "A gente realmente tinha a intenção de desenvolver o Eddie enquanto Eddie, a sua linguagem. E tentar ir além do já conseguimos afirmar", conta Trummer. O projeto conta com a participação de Karina Buhr, que além de cantar em "Longe de Chegar" faz vocais de apoio em algumas faixas, do DJ KSB, que já havia trabalhado com a banda no álbum Original Olinda Style (2002). Além disso, ainda fazem participações no trabalho Jam da Silva, João do Cello, Erasto Vasconcelos e Alexandre Urêa. O músico Zé da Flauta, faria parte do projeto também, porém, adoeceu na época das gravações e acabou ficando de fora do álbum. "A gente tem uma cultura muito rica e somos admiradores de uma cultura universal. Então, é uma brincadeira muito boa, pensar músicas a partir dessas diferenças culturais, e tentar fazer uma música própria".

### Título e inspiração
Fábio Trummer disse que o nome do álbum foi escolhido, não precisamente devido a obra literária de João Cabral de Melo Neto, mas, também devido a dois amigos grafiteiros, Alberto Lizarazo e Mozart Fernandes, que possuem projeto chamado "MorteVida". Para Trummer, o álbum traz canções pops, com temas sobre o que ele sentiu no ano passado. No entanto, Cabral de Melo Neto "é uma escola minha de poema e poesia. E ele falava das mesma coisas, dos mesmos sentimentos e batalhas da existências, sobre a morte e vida das coisas durante a vida".

## Composição
Das onze faixas existentes no álbum, dez foram escritas por Fábio Trummer, que diz ter passado por um processo de morte e vida durante a composição: "No ano passado, enquanto eu estava escrevendo algumas músicas do álbum, eu me toquei que estava passando por alguns processo de morte e vida, com o falecimento do meu pai e o término de um relacionamento. Além disso teve as eleições e a Copa do Mundo", diz. "Uma quebra de um paradigma do que é política, e o nosso papel nessa história, e o futebol enquanto símbolo de nossa sociedade, e que ele não é merecedor disso". Algumas dessas questões, segundo ele próprio, podem ser vistas em algumas letras das faixas, como a do primeiro single do álbum, "Alimenta o Compositor", disponibilizadapela banda no SoundCloud em 22 de abril de 2015. A balada "Meu Coração" e o samba "Essa Trouxa Não É Sua", compõe a trilha sonora do filme Que Horas Ela Volta?, com lançamento previsto para 2015.

## Lista de faixas
| N.º | Título                                          | Compositor(es)                            | Duração |  |
| 1.  | "Queira Não"                                    | Fábio Trummer                             | 4:35    |  |
| 2.  | "Quebrou, Saiu e Foi Só"                        | Trummer                                   | 4:42    |  |
| 3.  | "Carnaval de Bolso"                             | Trummer                                   | 3:57    |  |
| 4.  | "Longe de Chegar" (participação de Karina Buhr) | Trummer                                   | 4:38    |  |
| 5.  | "Morte e Vida"                                  | Trummer                                   | 5:17    |  |
| 6.  | "Pedrada Certeira"                              | Trummer                                   | 3:26    |  |
| 7.  | "Tentei Te Ligar"                               | Trummer                                   | 6:32    |  |
| 8.  | "Meu Coração"                                   | Trummer                                   | 4:48    |  |
| 9.  | "Alimenta o Compositor"                         | Trummer                                   | 5:40    |  |
| 10. | "Essa Trouxa Não é Sua"                         | Trummer                                   | 3:08    |  |
| 11. | "Olho Você"                                     | Erasto Vasconcelos, Kiko Meira, Rob Meira | 2:46    |  |